# Iuliu Valaori
Iuliu Valaori (5 august 1867, Moscopole, Macedonia – 14 octombrie 1936, București) profesor de latină la Universitatea din București. Om politic. Scriitor.

## Studii
- Bacalaureatul la București (1889).
- Școala Normală Superioară din București (1893).
- Licențiat în Litere la București (1892).
- Școala de Înalte Studii de la Paris (1895 – 1896).
- Doctorat în Litere și Filosofie la Berlin (1910)

## Activitate profesională
- Profesor la Seminarul Central din București (1894 – 1913)
- Docent la Facultatea de Litere din București (1907)
- Conferențiar de limbi clasice, profesor suplinitor și apoi conferențiar definitiv (1912).
- Profesor titular la Facultatea de Litere din București (iulie 1919)
- Inspector al învățămîntului secundar și superior (1914 – 1918)
- Secretar general al ministerului instrucțiunii și al cultelor (1918 – 1919)
- Secretar general al instrucțiunii publice (1922 – 1926, iulie 1927 – noiembrie 1928)
- Secretar de stat la instrucție
- Deputat liberal (1919, 1927, 1928)